# William Muhm

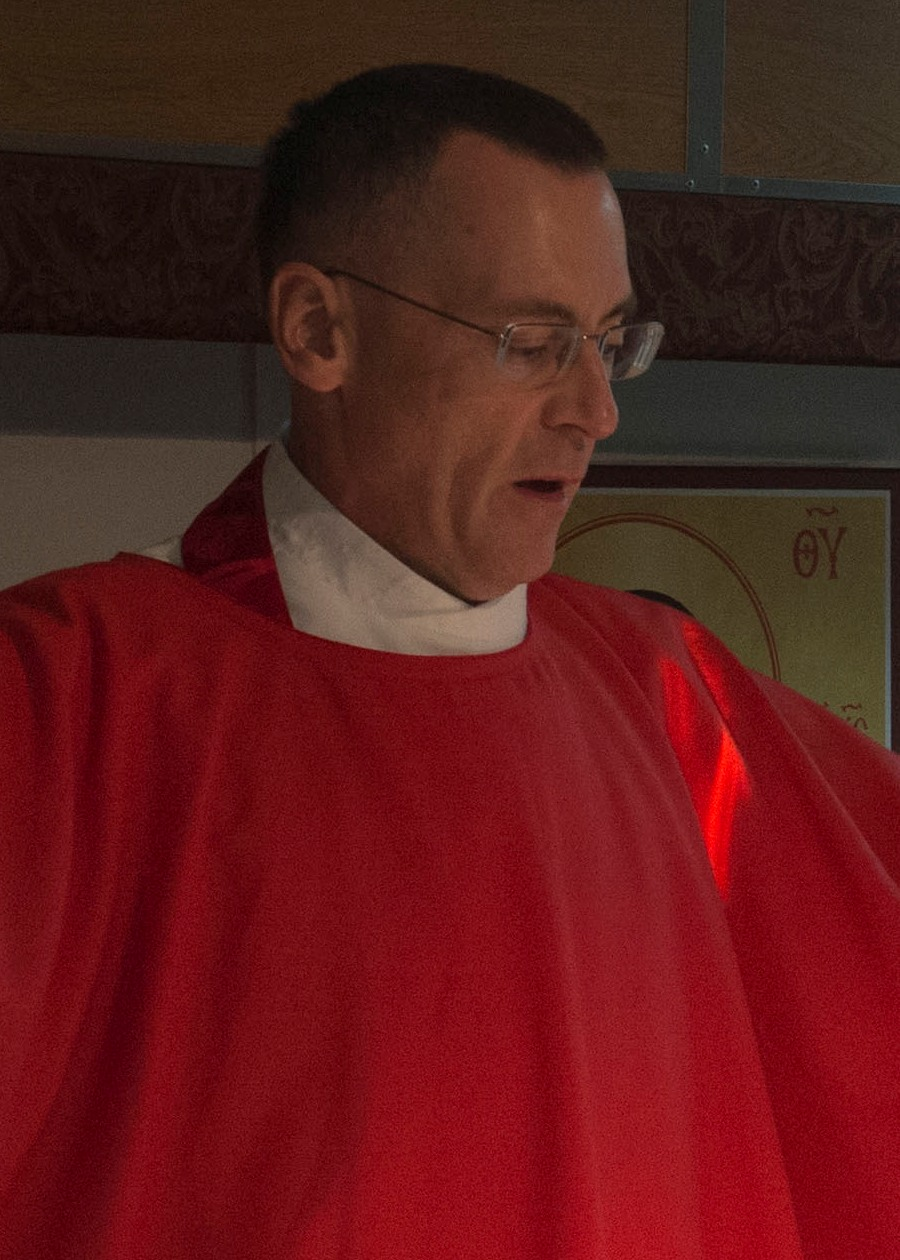
William Muhm, 2013

Bischofswappen von William James Muhm

William James Muhm (* 27. Juni 1957 in Billings, Montana, USA) ist ein US-amerikanischer Geistlicher und römisch-katholischer Weihbischof im US-amerikanischen Militärordinariat.

## Leben
William Muhm empfing am 31. Mai 1995 in der St. Patrick’s Cathedral durch den Erzbischof von New York, John Joseph Kardinal O’Connor, das Sakrament der Priesterweihe.
Anschließend war er Ossining und Staten Island als Seelsorger tätig. 1998 wurde er Kaplan bei der US Navy. Am 7. November 2014 wurde er zum Captain befördert. Am 1. Mai beendete er seinen Dienst bei der Navy und wirkte danach in der Pfarrei Most Precious Blood in Walden, New York. Am 22. Januar 2019 ernannte ihn Papst Franziskus zum Titularbischof von Capsus und zum Weihbischof im US-amerikanischen Militärordinariat. Die Bischofsweihe spendete ihm Militärerzbischof Timothy Broglio am 25. März desselben Jahres in der Basilica of the National Shrine of the Immaculate Conception. Mitkonsekratoren waren der Erzbischof von New York, Timothy Kardinal Dolan, und der Erzbischof von Philadelphia, Charles Joseph Chaput.